# Halowe Mistrzostwa Europy w Lekkoatletyce 1971 – trójskok mężczyzn
Trójskok mężczyzn – jedna z konkurencji technicznych rozgrywanych podczas halowych lekkoatletycznych mistrzostw Europy w hali Festiwalna w Sofii. Rozegrano od razu finał 14 marca 1971. Zwyciężył reprezentant Związku Radzieckiego Wiktor Saniejew, który tym samym obronił tytuł zdobyty na poprzednich mistrzostwach.

## Rezultaty
Rozegrano od razu finał, w którym wzięło udział 15 skoczków.

Opracowano na podstawie materiału źródłowego.
| Poz. | Zawodnik            | Reprezentacja  | Próby | Próby | Próby | Próby | Próby  | Próby | Wynik | Uwagi |
| Poz. | Zawodnik            | Reprezentacja  | 1     | 2     | 3     | 4     | 5      | 6     | Wynik | Uwagi |
| ---- | ------------------- | -------------- | ----- | ----- | ----- | ----- | ------ | ----- | ----- | ----- |
| 01 ! | Wiktor Saniejew     | ZSRR           | 16,55 | 16,83 | 16,58 | 16,63 | 16,40  | 16,75 | 16,83 |       |
| 02 ! | Carol Corbu         | Rumunia        | 16,38 | 16,54 | 16,43 | 16,57 | 16,83  | 16,42 | 16,83 | NR    |
| 03 ! | Giennadij Sawlewicz | ZSRR           | 15,78 | 16,24 | 15,94 | 15,96 | x      | 7,88  | 16,24 |       |
| 4.   | Vasi Dumitrescu     | Rumunia        | 16,16 | 15,85 | 15,87 | x     | x      | x     | 16,16 |       |
| 5.   | Luis Felipe Areta   | Hiszpania      | 15,93 | 15,76 | 16,05 | 16,07 | 16,11' | x     | 16,11 |       |
| 6.   | Zoltán Cziffra      | Węgry          | 15,50 | 15,52 | 15,88 | 15,94 | 15,91  | 16,02 | 16,02 |       |
| 7.   | Georgi Stojkowski   | Bułgaria       | 15,73 | x     | 16,00 | x     | x      | x     | 16,00 |       |
| 8.   | Michael Sauer       | RFN            | 15,79 | 15,61 | 15,61 | 15,94 | 15,73  | 15,54 | 15,94 |       |
| 9.   | Harald Strutz       | RFN            | 15,63 | 15,79 | 15,79 | 15,52 | 15,75  | 15,60 | 15,79 |       |
| 10.  | Șerban Ciochină     | Rumunia        | 15,35 | 15,74 | 15,68 |       |        |       | 15,74 |       |
| 11.  | Wałentyn Szewczenko | ZSRR           | 15,62 | 15,71 | 14,69 |       |        |       | 15,71 |       |
| 12.  | Jörg Drehmel        | NRD            | 13,93 | 15,35 | 15,53 |       |        |       | 15,53 |       |
| 13.  | Henrik Kalocsai     | Węgry          | x     | 13,72 | 15,50 |       |        |       | 15,50 |       |
| 14.  | Jan Broda           | Czechosłowacja | 15,35 | 15,28 | x     |       |        |       | 15,35 |       |
| 15.  | Aşkın Tuna          | Turcja         | 14,97 | x     | x     |       |        |       | 14,97 |       |